# Parallelia camerunica
Parallelia camerunica är en fjärilsart som beskrevs av Holland 1894. Parallelia camerunica ingår i släktet Parallelia och familjen nattflyn. Inga underarter finns listade i Catalogue of Life.